# SIBAS
SIBAS(シーバス)は、シーメンスの鉄道車両用推進制御システムの商品名である。このSIBASという名称は同社の登録商標となっている。

## 概要
制御用のマイクロプロセッサを最適化した設計であり、1980年代に開発された。システムが一括で多くの制御プロセスを実行できる。
名称は「Siemens Bahn Automatisierungs System」の略である。

### バリエーション
- SIBAS16
  - 1983年より製造されていた。主に機関車での採用例が多い。

- SIBAS32
  - 1992年より製造。マイクロプロセッサの改良などの変更がなされている。高速鉄道から路面電車まで幅広く、世界中で7000台以上もの車両に使用されている。